# Lista de campeões dos Estados Unidos da WWE

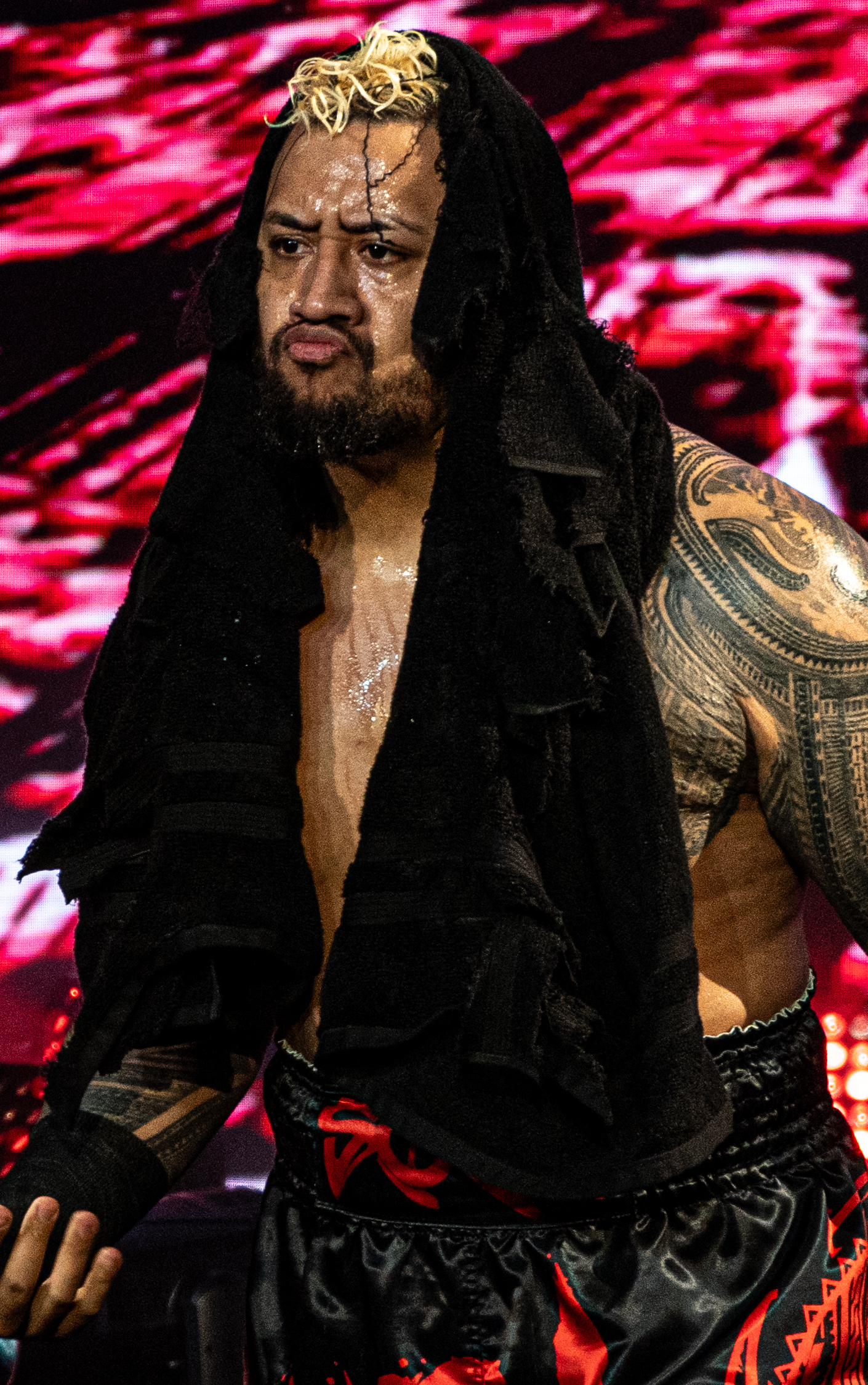
Atual campeão, Solo Sikoa.

O WWE United States Championship é um título de luta livre profissional da promoção norte-americana WWE. Originalmente, o título era conhecido como NWA United States Heavyweight Championship, era regional e defendido na Mid-Atlantic Championship Wrestling. Harley Race se tornou o primeiro campeão em 1 de janeiro de 1975. Após Ted Turner comprar a companhia e renomeá-la World Championship Wrestling em novembro de 1988, o título continuou  ser usado como um título secundário.
Em março de 2001, a WWF comprou a falida WCW. As novas aquisições resultaram no WCW United States Championship se tornando um novo título para a WWF. Em 2001, no Survivor Series, o United States e o WWE Intercontinental Championship foram unificados. No entanto, em julho de 2003, o título ressurgiu como WWE United States Championship, se tornando um título secundário no programa SmackDown!.
Os reinados do Campeonato dos Estados Unidos da WWE são determinados com a realização de combates de luta profissional, onde os competidores estão envolvidos em rivalidades com roteiros pré-determinados. As rivalidades são criadas entre os vários competidores, onde utilizam o papel de face (herói) e o de heel (vilão). O primeiro campeão foi Harley Race, em 1975, e até o presente mês de agosto de 2025, houve 105 campeões diferentes. Ric Flair possui o maior número de reinados, com seis, enquanto John Cena detém o recorde de mais reinados do título enquanto disputado na WWE, com cinco. Lex Luger tem o mais longo reinado, segurando o título por 523 dias, enquanto Dean Ambrose possui o recorde de mais longo reinado na WWE, com 351 dias (o terceiro mais longo reinado de todos). Apenas dois lutadores, Lex Luger e Rick Rude, foram campeões por mais de um ano (365 dias) consecutivamente.
Solo Sikoa é o atual campeão em seu primeiro reinado. Ele conquistou o título ao derrotar o campeão anterior Jacob Fatu no Night of Champions em Riade, na Arábia Saudita.

## História

### Nomes
| Nome                                                                  | Anos                                         |
| --------------------------------------------------------------------- | -------------------------------------------- |
| NWA United States Heavyweight Championship (versão do Meio-Atlântico) | 1 de janeiro de 1975 - 27 de janeiro de 1981 |
| NWA United States Heavyweight Championship                            | 27 de janeiro de 1981 - 1991                 |
| WCW United States Heavyweight Championship                            | 1991–2001                                    |
| WCW United States Championship                                        | 2001                                         |
| WWE United States Championship                                        | 2003 – presente                              |

## Reinados
Em 4 de agosto de 2025.
† indica que o reinado não é reconhecido pela WWE.
| #   | Lutador                  | Reinado | Data                    | Dias | Local                 | Evento                        | Notas | Ref.            |
| --- | ------------------------ | ------- | ----------------------- | ---- | --------------------- | ----------------------------- | --- | --------------- |
| 1   | Harley Race              | 1       | 1 de janeiro de 1975    | 183  | Tallahassee, FL       | N/A                           | Race recebeu o título com a explicação que ele havia derrotado Johnny Weaver na final de um torneio. | [ 6 ]           |
| 2   | Johnny Valentine         | 1       | 3 de julho de 1975      | 93   | Greensboro, NC        | Live Event                    | | [ 6 ]           |
| —   | Vago                     | —       | 4 de outubro de 1975    | —    | N/A                   | N/A                           | Vago quando Valentine se lesionou em um acidente de avião. | [ 4 ]           |
| 3   | Terry Funk               | 1       | 9 de novembro de 1975   | 18   | Greensboro, NC        | Live Event                    | Derrotou Paul Jones na final de um torneio. | [ 4 ]           |
| 4   | Paul Jones               | 1       | 27 de novembro de 1975  | 107  | Greensboro, NC        | Live Event                    | | [ 6 ]           |
| 5   | Blackjack Mulligan       | 1       | 13 de março de 1976     | 217  | Greensboro, NC        | Live Event                    | [ 6 ] |                 |
| 6   | Paul Jones               | 2       | 16 de outubro de 1976   | 43   | Greensboro, NC        | Live Event                    | [ 6 ] |                 |
| —   | Blackjack Mulligan       | 1(2)†   | 28 de novembro de 1976  | 11   | Charlotte, NC         | Live Event                    | Reinado não reconhecido pela WWE. | [ 4 ]           |
| —   | Paul Jones               | 2(3)†   | 9 de dezembro de 1976   | 6    | Winston-Salem, NC     | Live Event                    | Reinado não reconhecido pela WWE. | [ 4 ]           |
| 7   | Blackjack Mulligan       | 2(3)†   | 15 de dezembro de 1976  | 204  | Raleigh, NC           | Live Event                    | | [ 6 ]           |
| 8   | Bobo Brazil              | 1       | 7 de julho de 1977      | 22   | Norfolk, VA           | Live Event                    | [ 6 ] |                 |
| 9   | Ric Flair                | 1       | 29 de julho de 1977     | 84   | Richmond, VA          | Live Event                    | [ 6 ] |                 |
| 10  | Ricky Steamboat          | 1       | 21 de outubro de 1977   | 72   | Charleston, SC        | Live Event                    | [ 6 ] |                 |
| 11  | Blackjack Mulligan       | 3(4)†   | 1 de janeiro de 1978    | 77   | Greensboro, NC        | Live Event                    | [ 4 ] [ 6 ] |                 |
| 12  | Mr. Wrestling            | 1       | 19 de março de 1978     | 21   | Greensboro, NC        | Live Event                    | [ 6 ] |                 |
| 13  | Ric Flair                | 2       | 9 de abril de 1978      | 265  | Charlotte, NC         | Live Event                    | [ 6 ] |                 |
| 14  | Ricky Steamboat          | 2       | 30 de dezembro de 1978  | 92   | Greensboro, NC        | Live Event                    | [ 6 ] |                 |
| 15  | Ric Flair                | 3       | 1 de abril de 1979      | 133  | Greensboro, NC        | Live Event                    | [ 6 ] |                 |
| —   | Vago                     | —       | 12 de agosto de 1979    | —    | N/A                   | N/A                           | Vago quando Flair ganhou o Campeonato Mundial de Duplas da NWA quatro dias antes. | [ 4 ]           |
| 16  | Jimmy Snuka              | 1       | 1 de setembro de 1979   | 231  | Charlotte, NC         | Live Event                    | Derrotou Ricky Steamboat na final de um torneio. | [ 4 ]           |
| 17  | Ric Flair                | 4       | 19 de abril de 1980     | 98   | Greensboro, NC        | Live Event                    | | [ 6 ]           |
| —   | Greg Valentine           | 1†      | 26 de julho de 1980     | 121  | Charlotte, NC         | Live Event                    | Reinado não reconhecido pela WWE. | [ 4 ]           |
| —   | Ric Flair                | 4(5)†   | 24 de novembro de 1980  | 64   | Greenvile SC          | Live Event                    | Reinado não reconhecido pela WWE. | [ 6 ]           |
| 18  | Roddy Piper              | 1       | 27 de janeiro de 1981   | 193  | Raleigh, NC           | Live Event                    | O título se tornou o Campeonato US da NWA em janeiro de 1981 após o fechamento da NWA San Francisco. | [ 6 ]           |
| 19  | Wahoo McDaniel           | 1       | 8 de agosto de 1981     | 24†  | Greensboro, NC        | Live Event                    | | [ 6 ]           |
| —   | Vago                     | —       |                         | —    | N/A                   | N/A                           | Vago quando McDaniel foi lesionado por Abdullah the Butcher. | [ 7 ]           |
| 20  | Sgt. Slaughter           | 1       | 4 de outubro de 1981    | 229  | Charlotte, NC         | Live Event                    | Derrotou Ricky Steamboat na final de um torneio. | [ 7 ]           |
| 21  | Wahoo McDaniel           | 2       | 21 de maio de 1982      | 17   | Richmond, VA          | Live Event                    | | [ 6 ]           |
| 22  | Sgt. Slaughter           | 2       | 7 de junho de 1982      | 76   | Greenvile, SC         | Live Event                    | Slaughter ganhou o título após McDaniel ser lesionado por Don Muraco e Roddy Piper. | [ 8 ]           |
| 23  | Wahoo McDaniel           | 3       | 22 de agosto de 1982    | 74   | Charlotte, NC         | Live Event                    | | [ 6 ]           |
| 24  | Greg Valentine           | 1(2)†   | 4 de novembro de 1982   | 163  | Norfolk, VA           | Live Event                    | [ 6 ] |                 |
| 25  | Roddy Piper              | 2       | 16 de abril de 1983     | 14   | Greensboro, NC        | Live Event                    | [ 6 ] |                 |
| 26  | Greg Valentine           | 2(3)†   | 30 de abril de 1983     | 228  | Greensboro, NC        | Live Event                    | Valentine venceu após o árbitro parar a luta devido a Piper sofrer um ferimento na orelha esquerda. | [ 6 ]           |
| 27  | Dick Slater              | 1       | 14 de dezembro de 1983  | 129  | Shelby, NC            | Live Event                    | | [ 6 ]           |
| 28  | Ricky Steamboat          | 3       | 21 de abril de 1984     | 64   | Greensboro, NC        | Live Event                    | [ 6 ] |                 |
| 29  | Wahoo McDaniel           | 4       | 24 de junho de 1984     | 7†   | Greensboro, NC        | Live Event                    | [ 6 ] |                 |
| —   | Vago                     | —       |                         | —    | N/A                   | N/A                           | Vago devido a interferência de Tully Blanchard na vitória de McDaniel. | [ 4 ]           |
| 30  | Wahoo McDaniel           | 5       | 7 de outubro de 1984    | 167  | Charlotte, NC         | Live Event                    | Derrotou Manny Fernandez na final de um torneio. | [ 4 ]           |
| 31  | Magnum T.A.              | 1       | 23 de março de 1985     | 120  | Charlotte, NC         | Live Event                    | | [ 10 ]          |
| 32  | Tully Blanchard          | 1       | 21 de julho de 1985     | 130  | Charlotte, NC         | Live Event                    | [ 11 ] |                 |
| 33  | Magnum T.A.              | 2       | 28 de novembro de 1985  | 182  | Greensboro, NC        | Starrcade                     | Foi uma luta "I Quit" em uma jaula de aço. | [ 13 ]          |
| —   | Vago                     | —       | 29 de maio de 1986      | —    | N/A                   | N/A                           | Vago quando Magnum atacou o presidente da NWA, Bob Geigel. | [ 13 ]          |
| 34  | Nikita Koloff            | 1       | 17 de agosto de 1986    | 328  | Charlotte, NC         | Evento ao vivo                | Derrotou Magnum T.A. em uma série de sete lutas, apesar da WWE oficialmente dizer que foi uma final de um torneio. Koloff derrotou Wahoo McDaniel em 28 de setembro de 1986 para unificar o Campeonato Nacional dos Pesos-Pesados da NWA.                                | [ 15 ]          |
| 35  | Lex Luger                | 1       | 11 de julho de 1987     | 138  | Greensboro, NC        | Evento ao vivo                | | [ 17 ]          |
| 36  | Dusty Rhodes             | 1       | 26 de novembro de 1987  | 141  | Chicago, IL           | Starrcade (1987)              | Foi uma luta em uma jaula de aço. | [ 19 ]          |
| —   | Vago                     | —       | 15 de abril de 1988     | —    | N/A                   | N/A                           | Vago quando Rhodes atacou Jim Crockett. | [ 4 ]           |
| 37  | Barry Windham            | 1       | 13 de maio de 1988      | 283  | Houston, TX           | Evento ao vivo                | Derrotou Nikita Koloff na final de um torneio. | [ 20 ]          |
| 38  | Lex Luger                | 2       | 20 de fevereiro de 1989 | 76   | Chicago, IL           | Chi-Town Rumble               | | [ 21 ]          |
| 39  | Michael Hayes            | 1       | 7 de maio de 1989       | 15   | Nashville, TN         | WrestleWar (1989)             | [ 22 ] |                 |
| 40  | Lex Luger                | 3       | 22 de maio de 1989      | 523  | Bluefield, WV         | Evento ao vivo                | [ 23 ] |                 |
| 41  | Stan Hansen              | 1       | 27 de outubro de 1990   | 50   | Chicago, IL           | Halloween Havoc               | [ 24 ] |                 |
| 42  | Lex Luger                | 4       | 16 de dezembro de 1990  | 210  | St. Louis, MO         | Starrcade                     | Foi uma luta Texas Bullrope. | [ 25 ]          |
| —   | Vago                     | —       | 14 de julho de 1991     | —    | Baltimore, MD         | The Great American Bash       | Vago quando Luger venceu o WCW World Heavyweight Championship. | [ 25 ]          |
| 43  | Sting                    | 1       | 25 de agosto de 1991    | 86   | Atlanta, GA           | Live Event                    | Derrotou Steve Austin na final de um torneio. | [ 26 ]          |
| 44  | Rick Rude                | 1       | 19 de novembro de 1991  | 378† | Savannah, GA          | Clash of the Champions XVII   | | [ 27 ]          |
| —   | Vago                     | —       |                         | —    | N/A                   | N/A                           | Vago devido a uma lesão. | [ 27 ]          |
| 45  | Dustin Rhodes            | 1       | 11 de janeiro de 1993   | 110† | Atlanta, GA           | Saturday Night                | Derrotou Ricky Steamboat em uma luta que originalmente escolheria o desafiante pelo título, mas com Rude deixando o título vago, foi feita para decidir um novo campeão. Exibido em 16 de janeiro de 1993.                                                               | [ 28 ]          |
| —   | Vago                     | —       |                         | —    | N/A                   | N/A                           | Vago quando a luta acabou em pinfall duplo. | [ 28 ]          |
| 46  | Dustin Rhodes            | 2       | 30 de agosto de 1993    | 119  | Atlanta, GA           | Live Event                    | Derrotou Rude em uma revanche. WCW deixou a NWA em setembro de 1993. Enquanto a NWA começa a utilizar seu próprio título, Rhodes continuou campeão na WCW. | [ 29 ]          |
| 47  | Steve Austin             | 1       | 27 de dezembro de 1993  | 240  | Charlotte, NC         | Starrcade                     | Foi uma luta de duas quedas; Austin venceu por 2–0. | [ 31 ]          |
| 48  | Ricky Steamboat          | 4       | 24 de agosto de 1994    | 25   | Cedar Rapids, IA      | Clash of the Champions XXVIII | | [ 32 ]          |
| 49  | Steve Austin             | 2       | 18 de setembro de 1994  | <1   | Roakone, VA           | Fall Brawl                    | Austin ganhou o título por Steamboat estar lesionado. | [ 33 ]          |
| 50  | Jim Duggan               | 1       | 18 de setembro de 1994  | 100  | Roakone, VA           | Fall Brawl                    | Duggan derrotou Austin em 35 segundos. | [ 34 ]          |
| 51  | Big Van Vader            | 1       | 27 de dezembro de 1994  | 117  | Nashville, TN         | Starrcade                     | | [ 35 ]          |
| —   | Vago                     | —       | 23 de abril de 1995     | —    | N/A                   | N/A                           | Título foi tirado pelo comissário da WCW Nick Bockwinkel. | [ 4 ]           |
| 52  | Sting                    | 2       | 18 de junho de 1995     | 148  | Dayton, OH            | The Great American Bash       | Derrotou Meng na final de um torneio. | [ 36 ]          |
| 53  | Kensuke Sasaki           | 1       | 13 de novembro de 1995  | 44   | Tóquio, Japão         | Live Event                    | Ganhou o título em um evento da New Japan Pro Wrestling. | [ 37 ]          |
| 54  | One Man Gang             | 1       | 27 de dezembro de 1995  | 33   | Nashville, TN         | Starrcade                     | | [ 38 ]          |
| 55  | Konnan                   | 1       | 29 de janeiro de 1996   | 160  | Canton, OH            | WCW Main Event                | [ 39 ] |                 |
| 56  | Ric Flair                | 5(6)†   | 7 de julho de 1996      | 56†  | Daytona Beach, FL     | Bash at the Beach             | [ 40 ] |                 |
| —   | Vago                     | —       |                         | —    | N/A                   | N/A                           | Vago devido a uma lesão. | [ 40 ]          |
| 57  | Eddie Guerrero           | 1       | 29 de dezembro de 1996  | 77   | Nashville, TN         | Starrcade                     | Derrotou Diamond Dallas Page na final de um torneio. | [ 41 ]          |
| 58  | Dean Malenko             | 1       | 16 de março de 1997     | 85   | North Charleston, SC  | Uncensored                    | | [ 42 ]          |
| 59  | Jeff Jarrett             | 1       | 9 de junho de 1997      | 73   | Boston, MA            | Monday Nitro                  | [ 42 ] |                 |
| 60  | Steve McMichael          | 1       | 21 de agosto de 1997    | 25   | Nashville, TN         | Clash of the Champions XXXV   | [ 43 ] |                 |
| 61  | Curt Hennig              | 1       | 15 de setembro de 1997  | 104  | Charlotte, NC         | Monday Nitro                  | [ 44 ] |                 |
| 62  | Diamond Dallas Page      | 1       | 28 de dezembro de 1997  | 112  | Washington, D.C.      | Starrcade                     | [ 45 ] |                 |
| 63  | Raven                    | 1       | 19 de abril de 1998     | 1    | Denver, CO            | Spring Stampede               | [ 46 ] |                 |
| 64  | Goldberg                 | 1       | 20 de abril de 1998     | 77   | Colorado Springs, CO  | Monday Nitro                  | [ 47 ] |                 |
| —   | Vago                     | —       | 6 de julho de 1998      | —    | Atlanta, GA           | Monday Nitro                  | Vago quando Goldberg venceu o WCW World Heavyweight Championship. | [ 4 ]           |
| 65  | Bret Hart                | 1       | 20 de julho de 1998     | 21   | Salt Lake City, UT    | Monday Nitro                  | Derrotou Diamond Dallas Page. | [ 48 ]          |
| 66  | Lex Luger                | 5       | 10 de agosto de 1998    | 1    | Rapid City, SD        | Monday Nitro                  | | [ 49 ]          |
| 67  | Bret Hart                | 2       | 11 de agosto de 1998    | 76   | Fargo, ND             | Thunder                       | Exibido em 13 de agosto de 1998. | [ 50 ]          |
| 68  | Diamond Dallas Page      | 2       | 26 de outubro de 1998   | 35   | Phoenix, AZ           | Monday Nitro                  | | [ 51 ]          |
| 69  | Bret Hart                | 3       | 30 de novembro de 1998  | 70   | Chattanoog, TN        | Monday Nitro                  | Foi uma luta sem desqualificação. | [ 52 ]          |
| 70  | Roddy Piper              | 3       | 8 de fevereiro de 1999  | 13   | Buffalo, NY           | Monday Nitro                  | | [ 53 ]          |
| 71  | Scott Hall               | 1       | 21 de fevereiro de 1999 | 23   | Oakland, CA           | SuperBrawl IX                 | [ 54 ] |                 |
| —   | Vago                     | —       | 16 de março de 1999     | —    | N/A                   | Thunder                       | Vago devido a uma lesão. Exibido em 18 de março de 1999. | [ 54 ]          |
| 72  | Scott Steiner            | 1       | 11 de abril de 1999     | 85   | Tacoma, WA            | Spring Stampede               | Derrotou Booker T na final de um torneio. | [ 55 ]          |
| —   | Vago                     | —       | 5 de julho de 1999      | —    | Atlanta, GA           | Monday Nitro                  | Retirado pelo presidente da WCW Ric Flair. | [ 55 ]          |
| 73  | David Flair              | 1       | 5 de julho de 1999      | 35   | Atlanta, GA           | Monday Nitro                  | Flair recebeu o título de seu pai, Ric. | [ 56 ]          |
| 74  | Chris Benoit             | 1       | 9 de agosto de 1999     | 34   | Boise, ID             | Monday Nitro                  | | [ 56 ]          |
| 75  | Sid Vicious              | 1       | 12 de setembro de 1999  | 42   | Winston-Salem, NC     | Fall Brawl                    | [ 57 ] |                 |
| 76  | Goldberg                 | 2       | 24 de outubro de 1999   | 1    | Las Vegas, NV         | Halloween Havoc               | Ganhou o título após o árbitro parar a luta devido ao excessivo sangramento de Vicious. | [ 57 ] [ 58 ]   |
| 77  | Bret Hart                | 4       | 25 de outubro de 1999   | 14   | Phoenix, AZ           | Monday Nitro                  | | [ 59 ]          |
| 78  | Scott Hall               | 2       | 8 de novembro de 1999   | 41   | Indianápolis, IN      | Monday Nitro                  | Foi uma luta de escadas 4-Way também envolvendo Sid Vicious e Goldberg. | [ 60 ]          |
| 79  | Chris Benoit             | 2       | 19 de dezembro de 1999  | 1    | Washington, D.C.      | Starrcade                     | Benoit recebeu o título quando Hall se lesionou. | [ 60 ]          |
| 80  | Jeff Jarrett             | 2       | 20 de dezembro de 1999  | 27   | Baltimore, MD         | Monday Nitro                  | Foi uma luta de escadas. | [ 61 ]          |
| —   | Vago                     | —       | 16 de janeiro de 2000   | —    | Cincinnati, OH        | Souled Out                    | Vago devido a uma lesão. | [ 61 ]          |
| 81  | Jeff Jarrett             | 3       | 17 de janeiro de 2000   | 84   | Columbus, OH          | Monday Nitro                  | Dado pelo comissário da WCW Kevin Nash. | [ 62 ]          |
| —   | Vago                     | —       | 10 de abril de 2000     | —    | Denver, CO            | Monday Nitro                  | Vago por Eric Bischoff e Vince Russo com todos os outros títulos da WCW. | [ 63 ]          |
| 82  | Scott Steiner            | 2       | 16 de abril de 2000     | 84   | Chicago, IL           | Spring Stampede               | Derrotou Sting na final de um torneio. | [ 63 ]          |
| —   | Vago                     | —       | 9 de julho de 2000      | —    | Daytona Beach, FL     | Bash at the Beach             | Perdeu o título quando usou o movimento Steiner Recliner, que estava banido, em Mike Awesome. | [ 63 ]          |
| 83  | Lance Storm              | 1       | 18 de julho de 2000     | 66   | Auburn Hills, MI      | Monday Nitro                  | Derrotou Mike Awesome na final de um torneio. Storm renomeou o título como Campeonato Canadense dos Pesos-Pesados da WCW. | [ 66 ]          |
| 84  | Terry Funk               | 2       | 22 de setembro de 2000  | 1    | Amarillo, TX          | Live Event                    | | [ 67 ]          |
| 85  | Lance Storm              | 2       | 23 de setembro de 2000  | 36   | Lubbock, TX           | Live Event                    | [ 68 ] |                 |
| 86  | Gen. Rection             | 1       | 29 de outubro de 2000   | 15   | Las Vegas, NV         | Halloween Havoc               | Derrotou Storm e Jim Duggan em uma luta 2-contra-1. | [ 69 ]          |
| 87  | Lance Storm              | 3       | 13 de novembro de 2000  | 13   | Londres, Inglaterra   | Monday Nitro                  | | [ 70 ]          |
| 88  | Gen. Rection             | 2       | 26 de novembro de 2000  | 49   | Milwaukee, WI         | Mayhem                        | [ 71 ] |                 |
| 89  | Shane Douglas            | 1       | 14 de janeiro de 2001   | 22   | Indianapolis, IN      | Sin                           | Foi uma luta de correntes First Blood. | [ 72 ]          |
| 90  | Rick Steiner             | 1       | 5 de fevereiro de 2001  | 41   | Tupelo, MS            | Monday Nitro                  | | [ 73 ]          |
| 91  | Booker T                 | 1       | 18 de março de 2001     | 128  | Jacksonville, FL      | Greed                         | Ganhou também o Campeonato Mundial dos Pesos-Pesados da WCW 26 de março. WCW foi comprada pela World Wrestling Federation. | [ 74 ]          |
| 92  | Chris Kanyon             | 1       | 24 de julho de 2001     | 48   | Pittsburgh, PA        | SmackDown!                    | Dado por Booker T e pela dona da ECW Stephanie McMahon. Exibido em 26 de julho de 2001. | [ 75 ]          |
| 93  | Tajiri                   | 1       | 10 de setembro de 2001  | 13   | San Antonio, TX       | RAW is WAR                    | | [ 76 ]          |
| 94  | Rhyno                    | 1       | 23 de setembro de 2001  | 29   | Pittsburgh, PA        | Unforgiven                    | [ 77 ] |                 |
| 95  | Kurt Angle               | 1       | 22 de outubro de 2001   | 21   | Kansas City, MO       | Raw                           | [ 78 ] |                 |
| 96  | Edge                     | 1       | 12 de novembro de 2001  | 6    | Boston, MA            | Raw                           | [ 79 ] |                 |
| —   | Unificado                | —       | 18 de novembro de 2001  | —    | Greensboro, NC        | Survivor Series               | Edge derrotou o Campeão Intercontinental Test para unificar os títulos. Edge se tornou Campeão Intercontinental enquanto o título dos Estados Unidos foi aposentado. | [ 79 ]          |
| 97  | Eddie Guerrero           | 2       | 27 de julho de 2003     | 84   | Denver, CO            | Vengeance                     | Derrotou Chris Benoit na final de um torneio. | [ 80 ]          |
| 98  | The Big Show             | 1       | 19 de outubro de 2003   | 147  | Baltimore, MD         | No Mercy                      | | [ 81 ]          |
| 99  | John Cena                | 1       | 14 de março de 2004     | 114  | New York City, NY     | WrestleMania XX               | Foi a primeira vez na história que o título foi defendido no WrestleMania. | [ 82 ]          |
| —   | Vago                     | —       | 6 de julho de 2004      | —    | Winnipeg, MB          | SmackDown!                    | Cena teve seu título retirado após atacar o Gerente Geral do SmackDown! Kurt Angle. Exibido em 8 de julho de 2004. | [ 83 ]          |
| 100 | Booker T                 | 2       | 27 de julho de 2004     | 68   | Cincinnati, OH        | SmackDown!                    | Foi uma luta de eliminação também envolvendo John Cena, René Duprée, Kenzo Suzuki, Rob Van Dam, Billy Gunn, Charlie Haas e Luther Reigns. Exibido em 29 de julho de 2004.                                                                                                | [ 83 ]          |
| 101 | John Cena                | 2       | 3 de outubro de 2004    | 2    | East Rutherford, NJ   | No Mercy (2004)               | Foi a última de uma série de cinco lutas. | [ 84 ]          |
| 102 | Carlito Caribbean Cool   | 1       | 5 de outubro de 2004    | 42   | Boston, MA            | SmackDown!                    | Exibido em 7 de outubro de 2004. | [ 85 ]          |
| 103 | John Cena                | 3       | 16 de novembro de 2004  | 105  | Dayton, OH            | SmackDown!                    | Exibido em 18 de novembro de 2004. | [ 86 ]          |
| 104 | Orlando Jordan           | 1       | 1 de março de 2005      | 173  | Albany, NY            | SmackDown!                    | Exibido em 3 de março de 2005. | [ 87 ]          |
| 105 | Chris Benoit             | 3       | 21 de agosto de 2005    | 58   | Washington, D.C.      | SummerSlam                    | Venceu a luta em 25.5 segundos. Em um SmackDown!, Benoit derrotaria Jordan em 23.4 segundos. | [ 88 ]          |
| 106 | Booker T                 | 3       | 18 de outubro de 2005   | 35   | Reno, NV              | Friday Night SmackDown!       | Exibido em 21 de outubro de 2005. | [ 89 ]          |
| —   | Vago                     | —       | 22 de novembro de 2005  | —    | Sheffield, Inglaterra | Friday Night SmackDown!       | Vago quando uma defesa de título contra Benoit acabou em pinfall duplo. Exibido em 25 de novembro de 2005. | [ 89 ]          |
| 107 | Booker T                 | 4       | 10 de janeiro de 2006   | 40   | Filadélfia, PA        | Friday Night SmackDown!       | Booker enfrentou Benoit em uma série de sete lutas, vencendo as três primeiras; Randy Orton substituiu Booker após uma lesão, perdendo as próximas três lutas, mas vencendo a última. Exibido em 13 de janeiro de 2006.                                                  | [ 90 ]          |
| 108 | Chris Benoit             | 4       | 19 de fevereiro de 2006 | 42   | Baltimore, MD         | No Way Out                    | | [ 91 ]          |
| 109 | John "Bradshaw" Layfield | 1       | 2 de abril de 2006      | 51   | Chicago, IL           | WrestleMania 22               | [ 92 ] |                 |
| 110 | Bobby Lashley            | 1       | 23 de maio de 2006      | 49   | Bakersfield, CA       | SmackDown!                    | Exibido em 26 de maio de 2006. | [ 93 ]          |
| 111 | Finlay                   | 1       | 11 de julho de 2006     | 49   | Minneapolis, MN       | SmackDown!                    | Exibido em 14 de julho de 2006. | [ 94 ]          |
| 112 | Mr. Kennedy              | 1       | 29 de agosto de 2006    | 42   | Reading PA            | SmackDown!                    | Também envolveu Bobby Lashley e foi exibido em 1 de setembro de 2006. | [ 95 ] [ 96 ]   |
| 113 | Chris Benoit             | 5       | 10 de outubro de 2006   | 222  | Jacksonville, FL      | SmackDown!                    | Exibido em 13 de outubro de 2006. | [ 97 ] [ 98 ]   |
| 114 | Montel Vontavious Porter | 1       | 20 de maio de 2007      | 343  | St. Louis, MO         | Judgment Day                  | Foi uma luta de duas quedas; MVP venceu por 2–0. | [ 99 ] [ 100 ]  |
| 115 | Matt Hardy               | 1       | 27 de abril de 2008     | 84   | Baltimore, MD         | Backlash                      | O título se tornou exclusivo da ECW quando Hardy foi transferido para a ECW em 23 de junho. | [ 101 ] [ 102 ] |
| 116 | Shelton Benjamin         | 1       | 20 de julho de 2008     | 240  | Uniondale, NY         | The Great American Bash       | O título se tornou exclusivo do SmackDown! por ser o programa de Benjamin. | [ 103 ] [ 104 ] |
| 117 | Montel Vontavious Porter | 2       | 17 de março de 2009     | 76   | Corpus Christi, TX    | SmackDown!                    | Exibido em 20 de março de 2009. O título se tornou exclusivo do Raw quando MVP foi transferido para o programa em 13 de abril. | [ 105 ] [ 106 ] |
| 118 | Kofi Kingston            | 1       | 1 de junho de 2009      | 126  | Birmingham, AL        | Raw                           | | [ 107 ] [ 108 ] |
| 119 | The Miz                  | 1       | 5 de outubro de 2009    | 224  | Wilkes-Barre, PA      | Raw                           | [ 109 ] [ 110 ] |                 |
| 120 | Bret Hart                | 5       | 17 de maio de 2010      | 7    | Toronto, ON           | Raw                           | Foi uma luta sem contagens ou desqualificações. | [ 111 ] [ 112 ] |
| —   | Vago                     | —       | 24 de maio de 2010      | —    | Toledo, OH            | Raw                           | Vago quando Bret Hart se tornou Gerente Geral do Raw. | [ 111 ] [ 113 ] |
| 121 | R-Truth                  | 1       | 24 de maio de 2010      | 21   | Toledo, OH            | Raw                           | Derrotou The Miz para ganhar o título vago. | [ 113 ] [ 114 ] |
| 122 | The Miz                  | 2       | 14 de junho de 2010     | 97   | Charlotte, NC         | Raw                           | Também envolveu John Morrison e Zack Ryder. | [ 115 ] [ 116 ] |
| 123 | Daniel Bryan             | 1       | 19 de setembro de 2010  | 176  | Rosemont, IL          | Night of Champions            | | [ 117 ]         |
| 124 | Sheamus                  | 1       | 14 de março de 2011     | 48   | St. Louis, MO         | Raw                           | O título se tornou exclusivo do SmackDown! quando Sheamus foi transferido para o programa durante o Draft Suplementar em 26 de abril de 2011. | [ 118 ]         |
| 125 | Kofi Kingston            | 2       | 1 de maio de 2011       | 49   | Tampa, FL             | Extreme Rules                 | Foi uma luta de mesas. O título voltou a ser exclusivo do Raw por Kingston ser do programa. | [ 119 ]         |
| 126 | Dolph Ziggler            | 1       | 19 de junho de 2011     | 182  | Washington, D.C.      | Capitol Punishment            | | [ 120 ]         |
| 127 | Zack Ryder               | 1       | 18 de dezembro de 2011  | 29   | Baltimore, MA         | TLC: Tables, Ladders & Chairs | [ 121 ] |                 |
| 128 | Jack Swagger             | 1       | 16 de janeiro de 2012   | 49   | Anaheim, CA           | Raw                           | [ 122 ] |                 |
| 129 | Santino Marella          | 1       | 5 de março de 2012      | 167  | Boston, MA            | Raw                           | [ 123 ] |                 |
| 130 | Antonio Cesaro           | 1       | 19 de agosto de 2012    | 239  | Los Angeles, CA       | SummerSlam                    | [ 124 ] |                 |
| 131 | Kofi Kingston            | 3       | 15 de abril de 2013     | 34   | Greenvile, SC         | Raw                           | [ 125 ] |                 |
| 132 | Dean Ambrose             | 1       | 19 de maio de 2013      | 351  | St. Louis, MO         | Extreme Rules                 | [ 126 ] |                 |
| 133 | Sheamus                  | 2       | 5 de maio de 2014       | 183  | Albany, NY            | Raw                           | Sheamus venceu uma battle royal de 20 lutadores, eliminando por último o então campeão Dean Ambrose para vencer o título. | [ 127 ]         |
| 134 | Rusev                    | 1       | 3 de novembro de 2014   | 146  | Buffalo, NY           | Raw Backstage Pass            | | [ 128 ]         |
| 135 | John Cena                | 4       | 29 de março de 2015     | 147  | Santa Clara, CA       | WrestleMania 31               | [ 129 ] |                 |
| 136 | Seth Rollins             | 1       | 23 de agosto de 2015    | 28   | Nova Iorque, NY       | SummerSlam                    | O WWE World Heavyweight Championship de Rollins também estava em jogo. | [ 130 ]         |
| 137 | John Cena                | 5       | 20 de setembro de 2015  | 35   | Houston, TX           | Night of Champions            | | [ 131 ]         |
| 138 | Alberto Del Rio          | 1       | 25 de outubro de 2015   | 78   | Los Angeles, CA       | Hell in a Cell                | Foi um desafio aberto pelo título. | [ 132 ]         |
| 139 | Kalisto                  | 1       | 11 de janeiro de 2016   | 1    | Nova Orleãs, LA       | Raw                           | | [ 133 ]         |
| 140 | Alberto Del Rio          | 2       | 12 de janeiro de 2016   | 12   | Lafayette, LA         | SmackDown                     | Exibido em 14 de janeiro de 2016. | [ 134 ] [ 135 ] |
| 141 | Kalisto                  | 2       | 24 de janeiro de 2016   | 119  | Orlando, FL           | Royal Rumble                  | | [ 136 ]         |
| 142 | Rusev                    | 2       | 22 de maio de 2016      | 126  | Newark, NJ            | Extreme Rules                 | O título se tornou exclusivo do Raw após o Draft realizado em 19 de julho de 2016. | [ 137 ]         |
| 143 | Roman Reigns             | 1       | 25 de setembro de 2016  | 106  | Indianapolis, IN      | Clash of Champions            | | [ 138 ]         |
| 144 | Chris Jericho            | 1       | 9 de janeiro de 2017    | 83   | Nova Orleans, LA      | Raw                           | Foi uma luta 2-contra-1 em que Jericho fez parceria com Kevin Owens. | [ 139 ]         |
| 145 | Kevin Owens              | 1       | 2 de abril de 2017      | 28   | Orlando, FL           | WrestleMania 33               | O título se tornou exclusivo do SmackDown após Owens ser transferido durante o WWE Superstar Shake-up realizado em 11 de abril de 2017. | [ 141 ]         |
| 146 | Chris Jericho            | 2       | 30 de abril de 2017     | 2    | San José, CA          | Payback                       | Jericho foi transferido para o SmackDown como parte de uma estipulação prévia. | [ 142 ]         |
| 147 | Kevin Owens              | 2       | 2 de maio de 2017       | 66   | Fresno, CA            | SmackDown                     | | [ 143 ]         |
| 148 | AJ Styles                | 1       | 7 de julho de 2017      | 16   | Nova Iorque, NY       | Live Event                    | | [ 144 ]         |
| 149 | Kevin Owens              | 3       | 23 de julho de 2017     | 2    | Filadélfia, PA        | Battleground                  | | [ 145 ]         |
| 150 | AJ Styles                | 2       | 25 de julho de 2017     | 75   | Richmond, VA          | SmackDown Live                | Foi uma luta triple threat envolvendo também Chris Jericho. | [ 146 ]         |
| 151 | Baron Corbin             | 1       | 8 de outubro de 2017    | 70   | Detroit, MI           | Hell in a Cell                | Foi uma luta triple threat envolvendo também Tye Dillinger. | [ 147 ]         |
| 152 | Dolph Ziggler            | 2       | 17 de dezembro de 2017  | 9    | Boston, MA            | Clash of Champions            | Foi uma luta triple threat envolvendo também Bobby Roode. | [ 148 ]         |
| —   | Vago                     | —       | 26 de dezembro de 2017  | —    | Chicago, IL           | SmackDown Live                | Título vago por Daniel Bryan após o então campeão Dolph Ziggler ter abandonado o cinturão na semana anterior. | [ 149 ]         |
| 153 | Bobby Roode              | 1       | 16 de janeiro de 2018   | 54   | Laredo, TX            | SmackDown Live                | Derrotou Jinder Mahal na final de um torneio para vencer o título que estava vago. | [ 150 ]         |
| 154 | Randy Orton              | 1       | 11 de março de 2018     | 28   | Columbus, OH          | Fastlane                      | | [ 151 ]         |
| 155 | Jinder Mahal             | 1       | 8 de abril de 2018      | 8    | Nova Orleãs, LA       | WrestleMania 34               | Foi uma luta fatal 4-way envolvendo também Rusev e Bobby Roode. | [ 152 ]         |
| 156 | Jeff Hardy               | 1       | 16 de abril de 2018     | 90   | Hartford, CT          | Raw                           | | [ 153 ]         |
| 157 | Shinsuke Nakamura        | 1       | 15 de julho de 2018     | 156  | Pittsburgh, PA        | Extreme Rules                 | | [ 154 ]         |
| 158 | Rusev                    | 3       | 18 de dezembro de 2018  | 40   | Fresno, CA            | SmackDown Live                | | [ 155 ]         |
| 159 | Shinsuke Nakamura        | 2       | 27 de janeiro de 2019   | 2    | Phoenix, AZ           | Royal Rumble                  | | [ 156 ]         |
| 160 | R-Truth                  | 2       | 29 de janeiro de 2019   | 35   | Phoenix, AZ           | SmackDown Live                | | [ 157 ]         |
| 161 | Samoa Joe                | 1       | 5 de março de 2019      | 75   | Wilkes-Barre, PA      | SmackDown Live                | Foi uma luta Fatal 4-Way também envolvendo Rey Mysterio e Andrade. | [ 158 ]         |
| 162 | Rey Mysterio             | 1       | 19 de maio de 2019      | 15   | Hartford, CT          | Money in the Bank             | | [ 159 ]         |
| 163 | Samoa Joe                | 2       | 3 de junho de 2019      | 20   | Austin, TX            | Raw                           | Recebeu o título de Mysterio, que abdicou do cinturão após lesão. | [ 160 ]         |
| 164 | Ricochet                 | 1       | 23 de junho de 2019     | 21   | Tacoma, WA            | WWE Stomping Grounds          | | [ 161 ]         |
| 165 | AJ Styles                | 3       | 14 de julho de 2019     | 134  | Filadélfia, PA        | Extreme Rules                 | | [ 162 ]         |
| 166 | Rey Mysterio             | 2       | 25 de novembro de 2019  | 31   | Rosemont, IL          | Raw                           | Derrotou Aj Styles em uma edição do Raw. | [ 163 ]         |
| 167 | Andrade                  | 1       | 26 de dezembro de 2019  | 151  | Nova York, NY         | Live Event                    | Derrotou Rey Mysterio em um Live Event no Madison Square Garden. | [ 164 ]         |
| 168 | Apollo Crews             | 1       | 25 de maio de 2020      | 97   | Orlando, FL           | Raw                           | Derrotou Andrade em uma edição do Raw. | [ 165 ]         |
| 169 | Bobby Lashley            | 2       | 30 de agosto de 2020    | 175  | Orlando, FL           | Payback                       | | [ 166 ]         |
| 170 | Riddle                   | 1       | 21 de fevereiro de 2021 | 49   | St. Petersburg, FL    | Elimination Chamber           | Foi uma luta triple threat, também envolvendo John Morrison. | [ 167 ]         |
| 171 | Sheamus                  | 3       | 11 de abril de 2021     | 132  | Tampa, FL             | WrestleMania 37 Noite 2       | | [ 168 ]         |
| 172 | Damian Priest            | 1       | 21 de agosto de 2021    | 191  | Paradise, NV          | SummerSlam                    | | [ 169 ]         |
| 173 | Finn Bálor               | 1       | 28 de fevereiro de 2022 | 49   | Columbus, OH          | Raw                           | | [ 170 ]         |
| 174 | Theory                   | 1       | 18 de abril de 2022     | 75   | Buffalo, NY           | Raw                           | | [ 171 ]         |
| 175 | Bobby Lashley            | 3       | 2 de julho de 2022      | 100  | Paradise, NV          | Money in the Bank             | | [ 172 ]         |
| 176 | Seth "Freakin" Rollins   | 2       | 10 de outubro de 2022   | 47   | Brooklyn, NY          | Raw                           | | [ 173 ]         |
| 177 | Austin Theory            | 2       | 26 de novembro de 2022  | 258  | Boston, MA            | Survivor Series: WarGames     | Foi uma luta triple threat também envolvendo Bobby Lashley. Austin Theory era anteriormente conhecido como Theory. O título se tornou exclusivo da marca SmackDown após o Draft de 2023.                                                                                 | [ 174 ]         |
| 178 | Rey Mysterio             | 3       | 11 de agosto de 2023    | 85   | Calgary, AB           | SmackDown                     | Austin Theory enfrentaria Santos Escobar, que havia vencido o torneio United States Championship Invitational, mas foi atacado por Theory antes do início da luta. O oficial da WWE, Adam Pearce, permitiu que Mysterio ocupasse o lugar de Escobar na luta pelo título. | [ 175 ]         |
| 179 | Logan Paul               | 1       | 4 de novembro de 2023   | 273  | Calgary, AB           | Crown Jewel                   | | [ 176 ]         |
| 180 | LA Knight                | 1       | 3 de agosto de 2024     | 119  | Cleveland, OH         | SummerSlam                    | | [ 177 ]         |
| 181 | Shinsuke Nakamura        | 3       | 30 de novembro de 2024  | 97   | Vancouver, BC         | Survivor Series: WarGames     | | [ 178 ]         |
| 182 | LA Knight                | 2       | 7 de março de 2025      | 43   | Filadélfia, PA        | SmackDown                     | | [ 179 ]         |
| 183 | Jacob Fatu               | 1       | 19 de abril de 2025     | 70   | Paradise, NV          | WrestleMania 41 Noite 1       | | [ 180 ]         |
| 184 | Solo Sikoa               | 1       | 28 de junho de 2025     | 37+  | Riade, Arábia Saudita | Night of Champions            | | [ 181 ]         |

†Não há dados do dia em que o reinado acabou, apenas o mês.

## Lista de reinados combinados

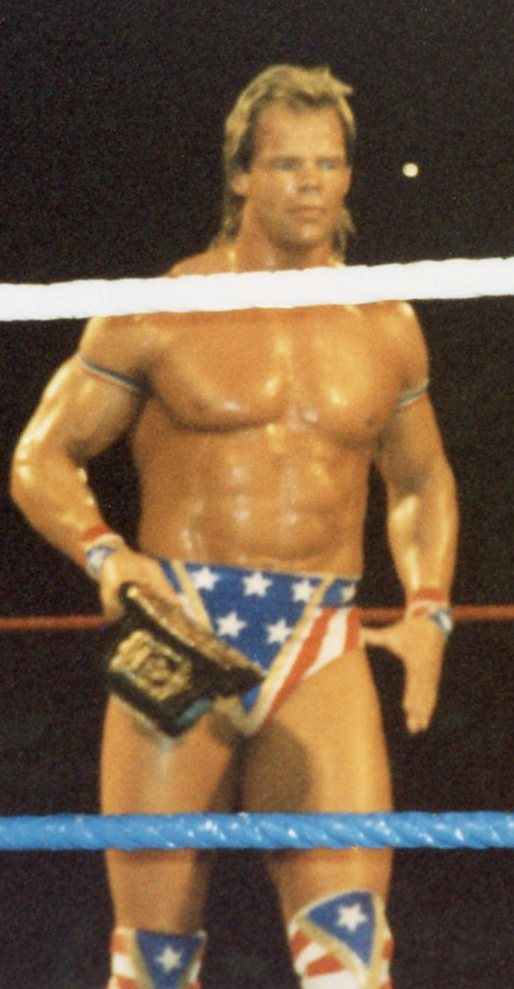
Lex Luger, recordista de dias com o título.

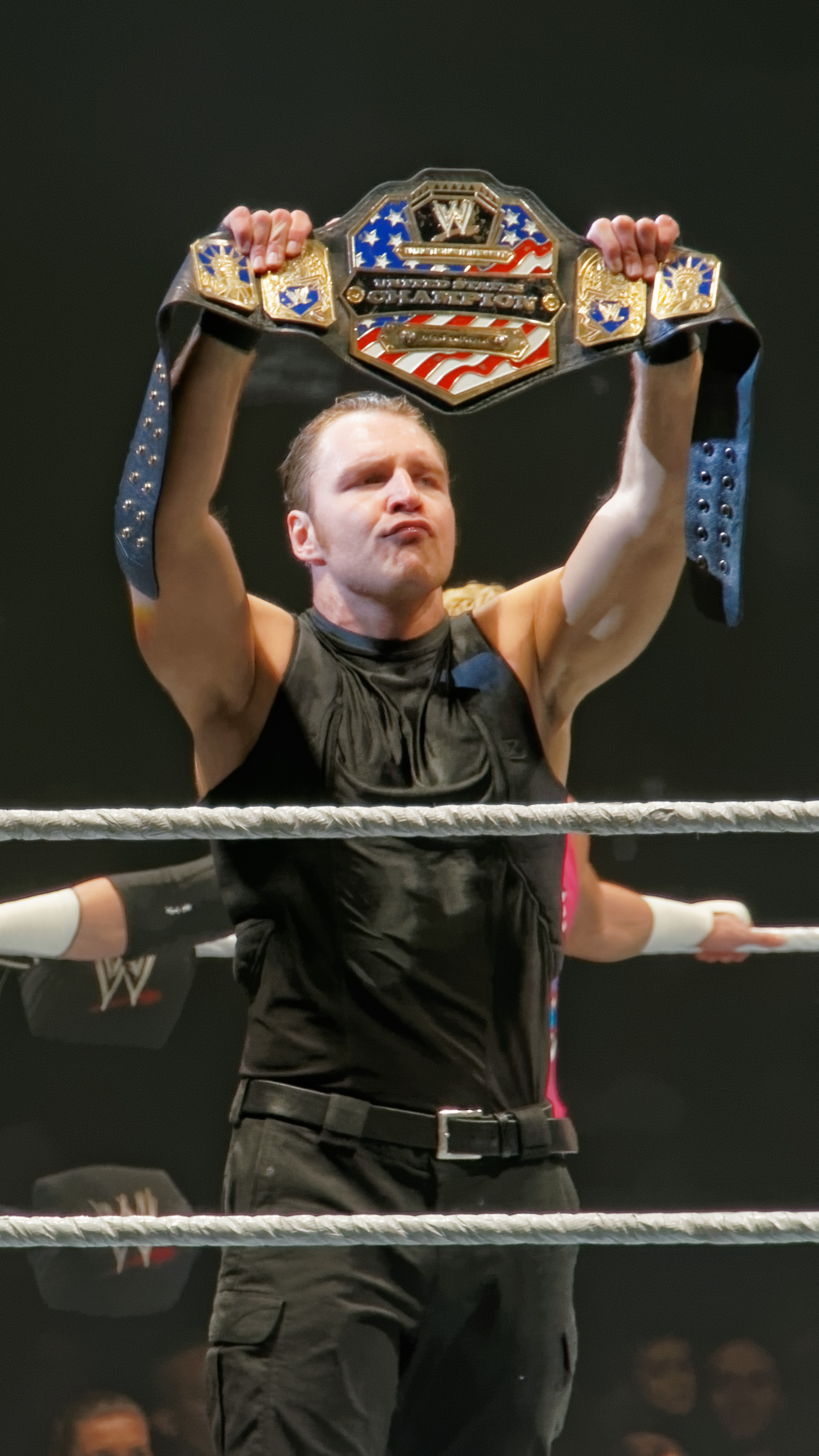
Dean Ambrose possui o reinado mais longo com o título sob posse da WWE com 351 dias.

| Símbolo | Significado                                                                       |
| ------- | --------------------------------------------------------------------------------- |
| †       | Indica o atual campeão                                                            |
| ¤       | A duração exata de um dos títulos não é certa. A combinação pode estar incorreta. |

Em 4 de agosto de 2025.
| Posição | Lutador                  | Nº de reinados | Dias combinados |
| ------- | ------------------------ | -------------- | --------------- |
| 1       | Lex Luger                | 5              | 948             |
| 2       | Ric Flair                | 6              | 700             |
| 3       | Greg Valentine           | 3              | 512             |
| 4       | Blackjack Mulligan       | 4              | 509             |
| 5       | Montel Vontavious Porter | 2              | 419             |
| 6       | John Cena                | 5              | 403             |
| 7       | Rick Rude                | 1              | 378             |
| 8       | Sheamus                  | 3              | 362             |
| 9       | Chris Benoit             | 5              | 357             |
| 10      | Dean Ambrose             | 1              | 351             |
| 11      | Austin Theory            | 2              | 333             |
| 12      | Nikita Koloff            | 1              | 328             |
| 13      | Bobby Lashley            | 3              | 324             |
| 14      | The Miz                  | 2              | 321             |
| 15      | Rusev                    | 3              | 312             |
| 16      | Sgt. Slaughter           | 2              | 305             |
| 17      | Magnum T.A.              | 2              | 302             |
| 18      | Wahoo McDaniel           | 5              | 289             |
| 19      | Barry Windham            | 1              | 283             |
| 20      | Logan Paul               | 1              | 273             |
| 21      | Booker T                 | 4              | 271             |
| 22      | Ricky Steamboat          | 4              | 265             |
| 23      | Dustin Rhodes            | 2              | 257             |
| 24      | Shinsuke Nakamura        | 3              | 255             |
| 25      | Steve Austin             | 2              | 240             |
| 25      | Shelton Benjamin         | 1              | 240             |
| 27      | Antonio Cesaro           | 1              | 239             |
| 28      | Sting                    | 2              | 234             |
| 29      | Jimmy Snuka              | 1              | 231¤            |
| 30      | AJ Styles                | 3              | 225             |
| 31      | Roddy Piper              | 3              | 220             |
| 32      | Kofi Kingston            | 3              | 209             |
| 33      | Dolph Ziggler            | 2              | 191             |
| 33      | Damian Priest            | 1              | 191             |
| 35      | Bret Hart                | 5              | 188             |
| 36      | Jeff Jarrett             | 3              | 184             |
| 37      | Harley Race              | 1              | 183             |
| 38      | Daniel Bryan             | 1              | 176             |
| 39      | Orlando Jordan           | 1              | 173             |
| 40      | Scott Steiner            | 2              | 169             |
| 41      | Santino Marella          | 1              | 167             |
| 42      | LA Knight                | 2              | 162             |
| 43      | Eddie Guerrero           | 2              | 161             |
| 44      | Konnan                   | 1              | 160             |
| 45      | Paul Jones               | 3              | 156             |
| 46      | Andrade                  | 1              | 151             |
| 47      | Diamond Dallas Page      | 2              | 147             |
| 47      | Big Show                 | 1              | 147             |
| 49      | Dusty Rhodes             | 1              | 141             |
| 50      | Rey Mysterio             | 3              | 131             |
| 51      | Tully Blanchard          | 1              | 130             |
| 52      | Dick Slater              | 1              | 129             |
| 53      | Kalisto                  | 2              | 120             |
| 54      | Lance Storm              | 3              | 115             |
| 55      | Roman Reigns             | 1              | 106             |
| 56      | Curt Hennig              | 1              | 104             |
| 57      | Jim Duggan               | 1              | 100             |
| 58      | Apollo Crews             | 1              | 97              |
| 59      | Kevin Owens              | 3              | 96              |
| 60      | Samoa Joe                | 2              | 95              |
| 61      | Johnny Valentine         | 1              | 93              |
| 62      | Alberto Del Rio          | 2              | 90              |
| 62      | Jeff Hardy               | 1              | 90              |
| 64      | Big Van Vader            | 1              | 88              |
| 65      | Chris Jericho            | 2              | 85              |
| 65      | Dean Malenko             | 1              | 85              |
| 67      | Matt Hardy               | 1              | 84              |
| 68      | Goldberg                 | 2              | 78              |
| 69      | Seth Rollins             | 2              | 75              |
| 70      | Jacob Fatu               | 1              | 70              |
| 71      | Baron Corbin             | 1              | 70              |
| 72      | Scott Hall               | 2              | 66              |
| 73      | Gen. Rection             | 2              | 64              |
| 74      | R-Truth                  | 2              | 56              |
| 75      | Bobby Roode              | 1              | 55              |
| 76      | John "Bradshaw" Layfield | 1              | 51              |
| 77      | Stan Hansen              | 1              | 50              |
| 78      | Finlay                   | 1              | 49              |
| 78      | Jack Swagger             | 1              | 49              |
| 78      | Finn Bálor               | 1              | 49              |
| 78      | Riddle                   | 1              | 49              |
| 82      | Kanyon                   | 1              | 48              |
| 83      | Kensuke Sasaki           | 1              | 44              |
| 84      | Carlito                  | 1              | 42              |
| 84      | Mr. Kennedy              | 1              | 42              |
| 84      | Sid Vicious              | 1              | 42              |
| 87      | Rick Steiner             | 1              | 41              |
| 88      | Solo Sikoa †             | 1              | 37+             |
| 89      | David Flair              | 1              | 35              |
| 90      | One Man Gang             | 1              | 33              |
| 91      | Rhyno                    | 1              | 29              |
| 91      | Zack Ryder               | 1              | 29              |
| 93      | Randy Orton              | 1              | 28              |
| 94      | Steve McMichael          | 1              | 25              |
| 95      | Bobo Brazil              | 1              | 22              |
| 95      | Shane Douglas            | 1              | 22              |
| 97      | Kurt Angle               | 1              | 21              |
| 97      | Mr. Wrestling            | 1              | 21              |
| 97      | Ricochet                 | 1              | 21              |
| 100     | Terry Funk               | 2              | 19              |
| 101     | Michael Hayes            | 1              | 15              |
| 102     | Tajiri                   | 1              | 13              |
| 103     | Jinder Mahal             | 1              | 8               |
| 104     | Edge                     | 1              | 6               |
| 105     | Raven                    | 1              | 1               |